# بوریس ژوکوف
بوریس ژوکوف (انگلیسی: Boris Zhukov؛ زادهٔ ۲۹ ژانویهٔ ۱۹۵۹) کشتی‌گیر کشتی حرفه‌ای اهل ایالات متحده آمریکا است.